# グランドツアー計画

ボイジャー計画の探査機の軌道

グランドツアー計画（グランドツアーけいかく、Grand Tour program）または惑星グランドツアー（わくせいグランドツアー、Planetary Grand Tour）とは、かつてNASAが計画していた、4機の無人探査機で太陽系の全ての外縁部の惑星の探査を行う計画である。探査機は2機ずつ2群に別れ、一方は木星・土星・冥王星を、もう一方は木星・天王星・海王星を調査する予定だった。約10億ドルという莫大な費用のためにこの計画は中止となり、縮小されて「マリナー木星・土星計画」（ボイジャー計画）となった。

## 背景
1964年、カリフォルニア工科大学の大学院生で、ジェット推進研究所(JPL)で研究をしていたゲイリー・フランドロは、当時まだ人類が未踏だった木星・土星・天王星・海王星の4惑星が、1983年に地球から見てほぼ同じ方向に並び、1970年代後半に探査機を打ち上げれば、スイングバイにより1つの探査機でこれらの惑星全てを探査できることに気がついた。このような配置が起こるのは175年に一度のことである。1966年、JPLは、それぞれの惑星に個別に探査機を送るよりも、時間も費用もかけずに外惑星の完全な探査が行えるようになると考え、この計画を実行に移した。

## グランドツアー
1969年、NASAは外惑星作業部会を設置し、同部会は、2つのミッションがそれぞれ3つの惑星（当時は惑星に分類されていた冥王星を含む）を探査する構想を提案した。これらのミッションは「グランドツアー」になぞらえられた。1つは1977年に打ち上げて木星・土星・冥王星を探査し、もう1つは1979年に打ち上げて木星・天王星・海王星を探査する。1つにするよりも2つに分けることで、期間を13年以上から7年半に短縮することができる。同部会は、この探査計画のための新しい種類の探査機を開発することも求めた:256。この探査機はTOPS（Thermoelectric Outer Planets Spacecraft、熱電式外惑星宇宙機）と呼ばれ、JPLで設計し、運用可能期間を10年以上とすることとした。
この計画は、23人の科学者の連名による報告書によって1969年8月3日に公表された。アイオワ大学のジェームズ・ヴァン・アレンとカリフォルニア大学サンタバーバラ校のゴードン・J・F・マクドナルドが、研究会の共同議長を務めた。リチャード・ニクソン大統領は、この計画を支持する声明を1970年3月7日に発表した。
1971年、グランドツアー計画には7億5千万ドルから9億ドルかかり、それに加えて探査機の打ち上げに1億ドル以上がかかると見積もられた。議会からの圧力と、承認されたばかりのスペースシャトル計画との競争により、1971年12月にグランドツアー計画の中止が決定された。その代わりに、マリナー計画の一環として2つの惑星のみを探査する計画が提案された:260–261。

## マリナー木星・土星計画
1972年初頭に「マリナー木星・土星計画」(Mariner Jupiter-Saturn project)が承認され、この計画で使用される2機の探査機の費用は、それぞれ3億6千万ドル以下と見積もられた。探査機はJPLが製作し、運用可能期間は4つの外惑星の探査という当初の計画と同じとされたが、費用を抑えるために、探査対象は木星と土星のみに絞られた:263。
この計画では、木星と土星、および土星の衛星タイタンの探査が予定されていた。タイタンは、太陽系内にある衛星の中で唯一大気を持つ天体であり、フライバイにより、その大気の密度・組成・温度など、他の天体では入手できない情報を収集できることが期待された。
この計画では2つの軌道が選ばれた。1つは"JST"で、木星・土星・タイタンの探査を行い、タイタンでフライバイを行うように設計された。もう1つは"JSX"で、JSTのバックアップとなる軌道である。JSXはJSTの後に各惑星に接近し、JSTが成功した場合はJSXはグランドツアーを行い、JSTが失敗した場合にはJSXがタイタンでのフライバイを行うこととした。
打ち上げの数か月前の1977年3月、NASAはこの計画の独立した名称を決めるコンペを行い:269、「ボイジャー計画」に決定された。

## ボイジャー計画

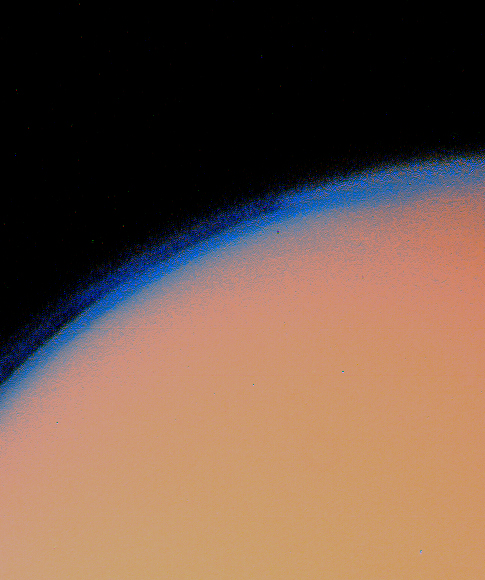
ボイジャー1号から観測したタイタン

ボイジャー計画で打ち上げられた2機の宇宙船は、グランドツアー計画と同じミッションコンセプトを維持していた。ボイジャー1号の軌道はタイタンでのフライバイに、ボイジャー2号の軌道はグランドツアーに最適化された。2号の土星到達は1号の9か月後のため、その間に2号でグランドツアーを行うかどうかの十分な検討が行われた。さらに、2号を先に打ち上げることにより、2号の打ち上げに失敗した場合でも、1号の軌道をグランドツアー向けに再設計することができる:155。1号のタイタンでのフライバイをスキップして、土星から冥王星へと進むことも考えられたが、パイオニア11号の画像によりタイタンに十分な大気があること判明し、冥王星よりもタイタンの探査の方を優先した。冥王星の探査は、2015年のニュー・ホライズンズまで待つことになる。
ボイジャー1号のタイタンでのフライバイでは、大気の影響でタイタンの地表は見えなかったが、地表に液体炭化水素の湖が存在することを示す有力な証拠など、この衛星に関する貴重なデータが得られた。1号のミッションが完了したことで、2号の天王星と海王星への延長ミッションが承認され、1964年に提案されたグランドツアーの目標が達成された。

## グランドツアー計画の探査対象だった惑星

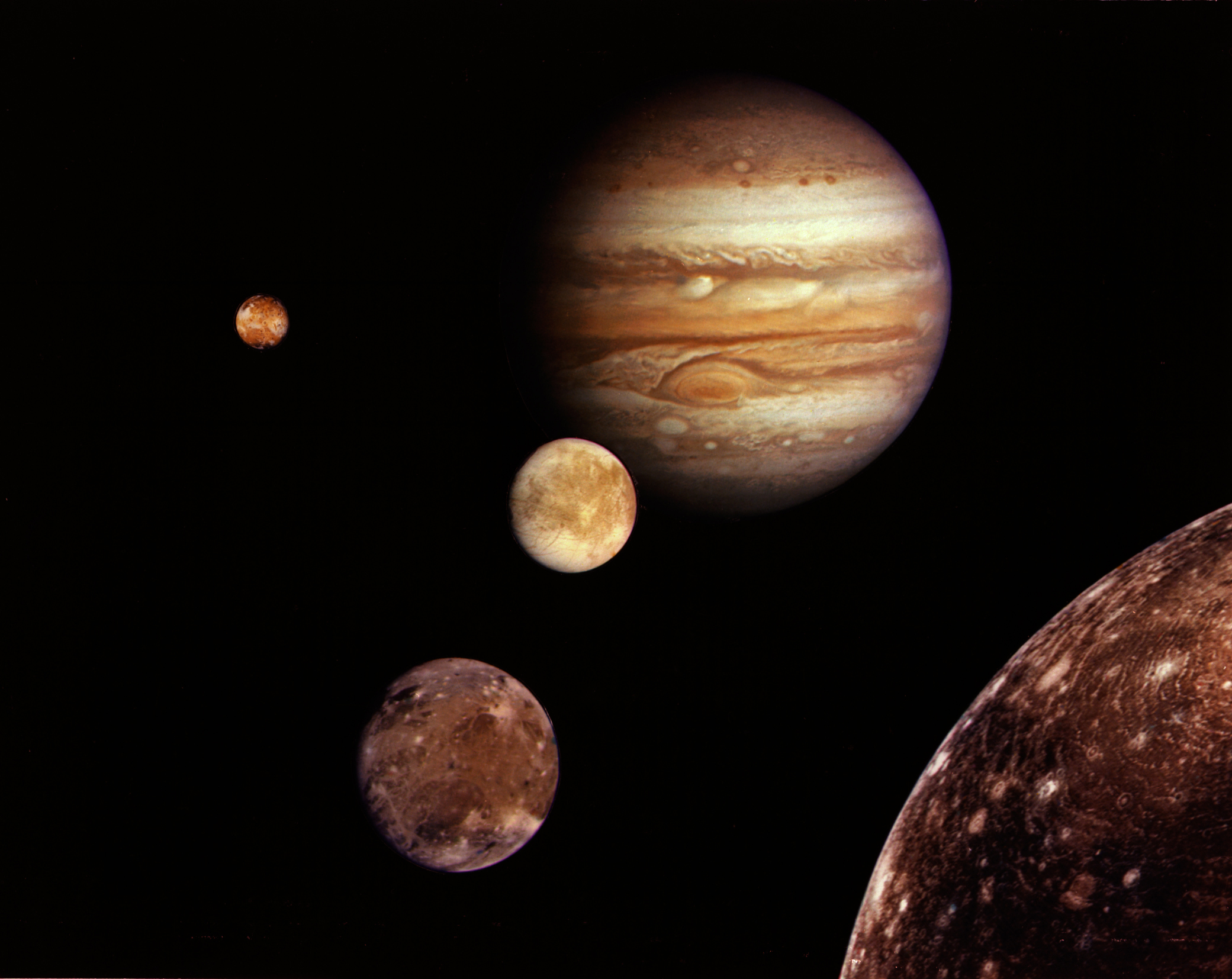
木星（ボイジャー1号、1979年3月）
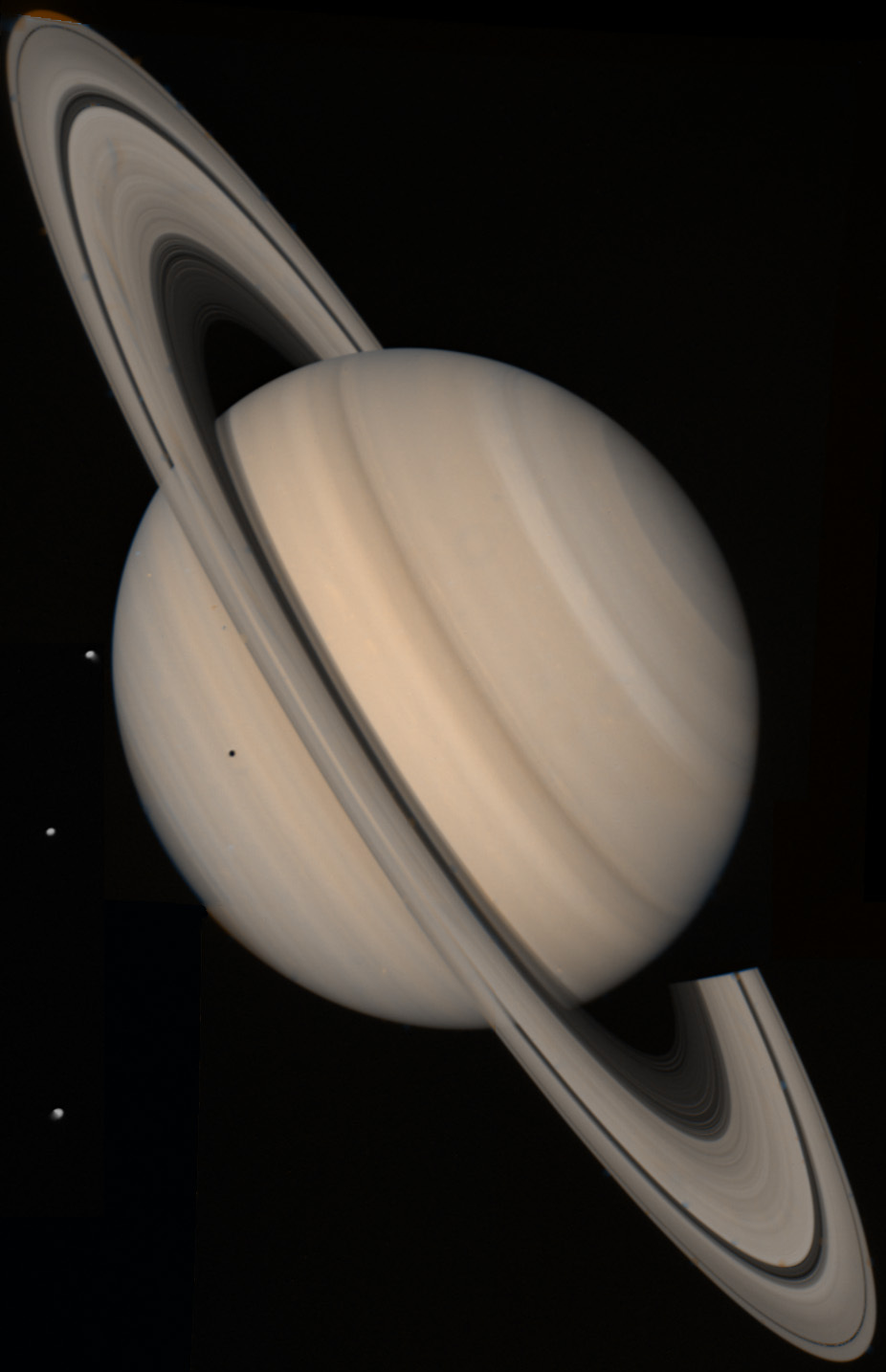
土星（ボイジャー2号、1981年8月）
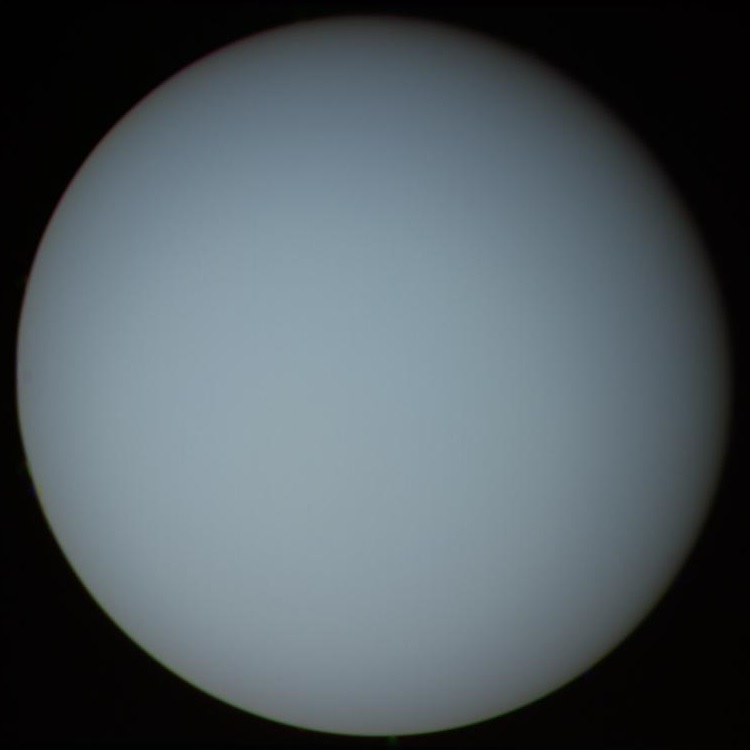
天王星（ボイジャー2号、1986年8月）
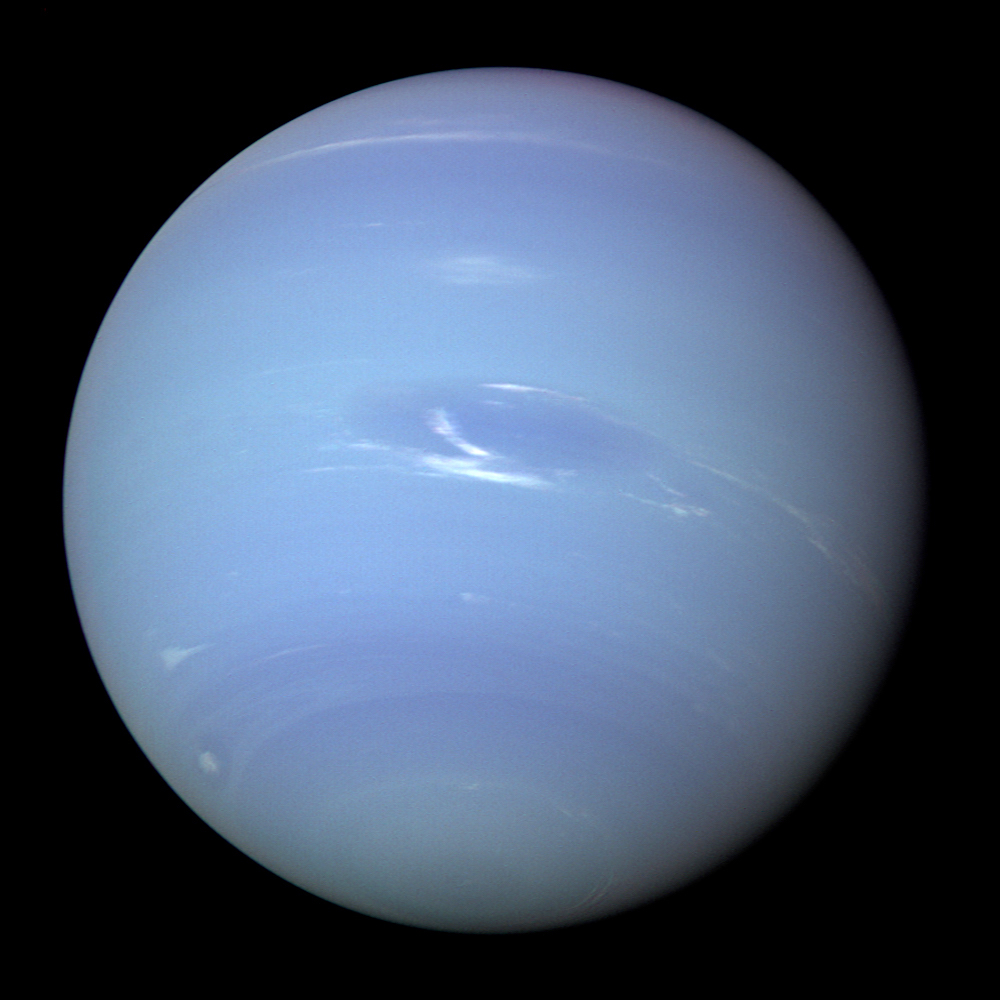
海王星（ボイジャー2号、1989年8月）
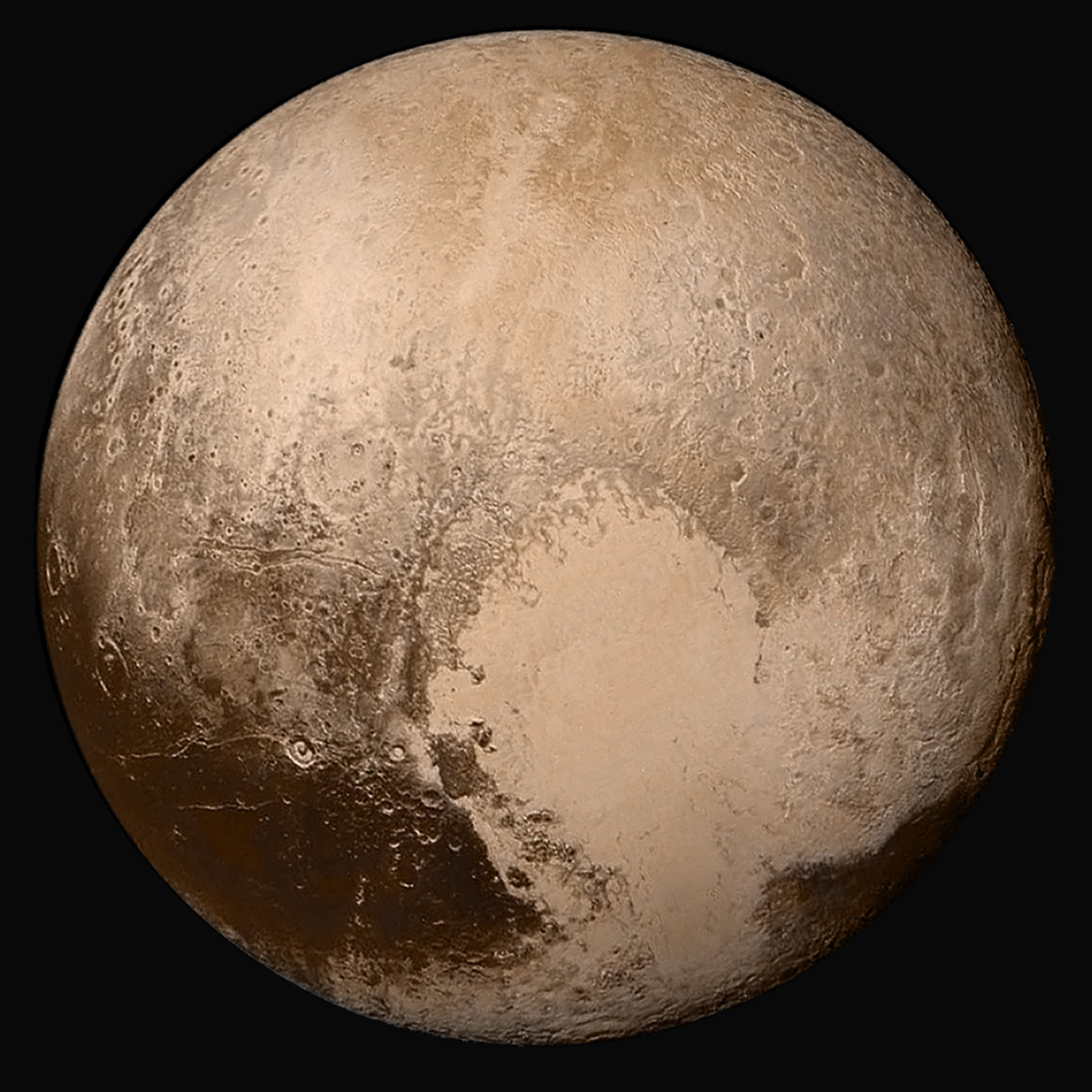
冥王星（ニュー・ホライズンズ、2015年7月）

注意: グランドツアー計画の提案時にも、ニュー・ホライズンズの打ち上げ時においても、冥王星は惑星に分類されていた。